# Tetehosi I
Tetehosi I is een bestuurslaag in het regentschap Gunungsitoli van de provincie Noord-Sumatra, Indonesië. Tetehosi I telt 2061 inwoners (volkstelling 2010).